# قتل در تعطیلات (فیلم)
«قتل در تعطیلات» (انگلیسی: The Hollow (film)) فیلمی در ژانر ترسناک به کارگردانی کایل نیومن است که در سال ۲۰۰۴ منتشر شد.

## بازیگران
- کوین زگرز
- کیلی کوئوکو
- نیک کارتر
- استیسی کیچ
- جاج رینهولد
- نیکولاس تورتورو
- آیلین برنان